# Dornod-Aimag
Koordinaten: 48° 0′ N, 114° 30′ O

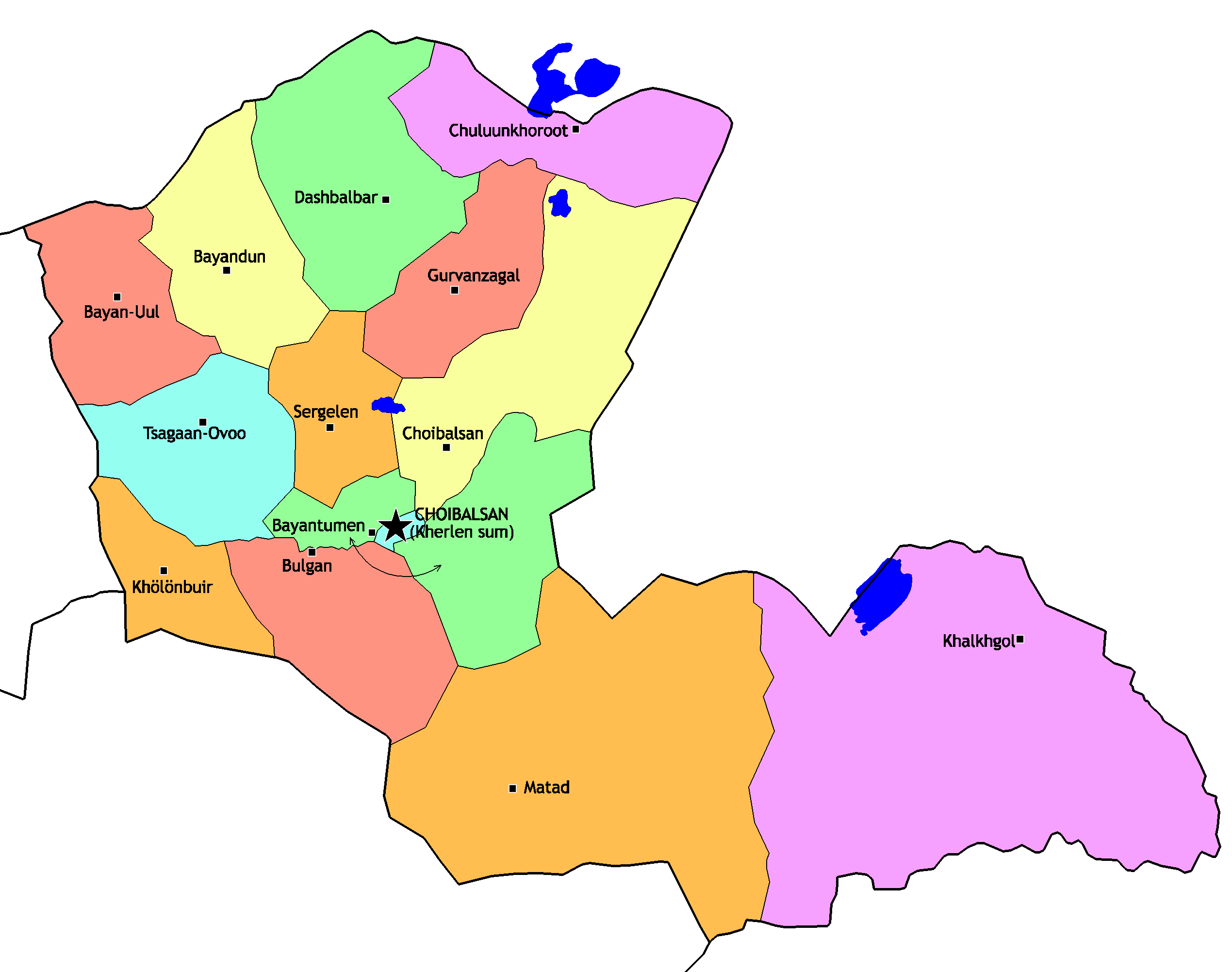
Die Sum des Dornod-Aimag (englische Schreibweise der Namen)

Der Dornod-Aimag (mongolisch Дорнод Аймаг ‚östlicher Aimag‘) ist ein Aimag (Provinz) der Mongolei und befindet sich im äußersten Osten des Landes.

## Geschichte
Der Aimag entstand im Rahmen der administrativen Reorganisation von 1941 unter dem Namen Tschoibalsan, nach dem kommunistischen Führer Chorloogiin Tschoibalsan. Die Hauptstadt, welche zuvor den Namen Bajan Tumen getragen hatte, wurde ebenfalls in Tschoibalsan umbenannt. 1963 erfolgte die Umbenennung des Aimags auf den heutigen Namen Dornod.

## Administrative Gliederung
| Sum              | Mongolisch   | Fläche (km²) | Bevölkerung (2005) | Bevölkerung (2007) | Dichte (/km²) |
| ---------------- | ------------ | ------------ | ------------------ | ------------------ | ------------- |
| Bajandum         | Баяндун      | 6.237        | 2.906              | 2.860              | 0,46          |
| Bajantümen       | Баянтүмэн    | 8.321        | 1.945              | 2.030              | 0,24          |
| Bajan-Uul        | Баян-Уул     | 5.623        | 4.737              | 4.700              | 0,84          |
| Bulgan           | Булган       | 7.111        | 1.860              | 1.840              | 0,26          |
| Chalch Gol       | Халх гол     | 28.093       | 2.863              | 3.070              | 0,11          |
| Cherlen          | Хэрлэн       | 281          | 40.667             | 41.150             | 146,44        |
| Chölönbuir       | Хөлөнбуйр    | 3.773        | 1.847              | 1.740              | 0,46          |
| Daschbalbar      | Дашбалбар    | 8.713        | 3.347              | 3.270              | 0,38          |
| Gurwandsagal     | Гурванзагал  | 5.252        | 1.386              | 1.380              | 0,26          |
| Matad            | Матад        | 22.831       | 2.274              | 2.470              | 0,11          |
| Sergelen         | Сэргэлэн     | 4.169        | 2.194              | 2.170              | 0,52          |
| Tsagaan-Owoo     | Цагаан-Овоо  | 6.502        | 3.393              | 3.580              | 0,55          |
| Tschoibalsan     | Чойбалсан    | 10.152       | 2.844              | 2.770              | 0,27          |
| Tschuluunchoroot | Чулуунхороот | 6.539        | 1.518              | 1.520              | 0,23          |

| Tschoibalsan (Hauptstadt)  |                      |
| Entfernung von Ulaanbaatar | 656 km               |
| Koordinaten                | 48° 4′ N, 114° 30′ O |
| Höhe                       | 747 m                |
| Einwohner                  | 41.714 (2000)        |